# Boçac (Cruesa)
Boçac (en francès Boussac) és un municipi francès, a la regió de la Nova Aquitània, departament de la Cruesa, al districte de Garait. És la capçalera i major població del cantó del seu nom. La seva població al cens de 1999 era de 1.602 habitants. Amb una extensió de 148 ha, és la comuna més petita del departament. Forma una aglomeració urbana (agglomération urbaine) amb Boçac Borg, amb una població conjunta de 2.390 habitants. Està integrada a la Communauté de communes du Pays de Boussac, de la que és la major població.

## Demografia
| 1968 | 1975 | 1982 | 1990 | 1999 |
| ---- | ---- | ---- | ---- | ---- |
| 1557 | 1933 | 1852 | 1652 | 1602 |

## Administració
| Període   | Identitat            | Partit |
| --------- | -------------------- | ------ |
| 2001-2008 | Jean-Claude Devilard | PS     |
| 2001-     | Franck Foulon        |        |